# Serjania oaxacana
Serjania oaxacana är en kinesträdsväxtart som beskrevs av Standley. Serjania oaxacana ingår i släktet Serjania och familjen kinesträdsväxter. Inga underarter finns listade i Catalogue of Life.